# N819 (België)
De N819 is een gewestweg in de Belgische provincies Luxemburg en Namen. De route verbindt Plainevaux (N89) met de N945 in Alle. De route heeft een lengte van ongeveer 14 kilometer en bestaat uit twee rijstroken voor beide rijrichtingen samen.